# Liste des ascensions du Tour de France dans le massif du Jura
Pour un article plus général, voir liste des ascensions du Tour de France.

Le massif du Jura est réparti sur les territoires Français et Suisse

La liste des ascensions du Tour de France dans le massif du Jura répertorie les cols et les côtes empruntés lors de la course cycliste par étape du Tour de France dans le massif montagneux du Jura.
Le col du Grand Colombier et le col de la Biche, tous deux situés dans le département de l'Ain ainsi que le Signal du Mont du Chat en Savoie  sont les trois ascensions du massif du Jura à avoir été classées hors-catégorie.
Le col de la Faucille (Ain) est le sommet le plus emprunté par le parcours de l'épreuve (41 fois).
Les cols franchis par le Tour de France dans le Jura sont répartis sur deux pays, la France (quatre départements) et la Suisse (quatre cantons).

## Liste
| Ascension                                | Département | Catégorie    | Altitude       | Année | Total |
| ---------------------------------------- | ----------- | ------------ | -------------- | --- | ----- |
| col du Berthiand                         | Ain         | 1e / 2e      | 780 m          | 1991, 2002, 2006, 2016 | 4     |
| col de la Biche                          | Ain         | HC / 1e      | 1 310 m        | 2017, 2020 | 2     |
| côte de la Caquerelle                    | Jura        | 2e           | 834 m          | 2012 | 1     |
| côte de la Combe de Laisia - Les Molunes | Jura        | 1e           | 1 202 m        | 2017 | 1     |
| côte de Corlier                          | Ain         | 2e / 3e      | 762 m          | 2007, 2012 | 2     |
| col de la Croix                          | Jura        | 1e           | 789 m          | 2012 | 1     |
| col de la Croix de la Serra              | Jura        | 2e           | 1 048 m        | 1996, 2010, 2025 | 3     |
| côte du Désert                           | Doubs       | 2e           | 810 m          | 1985 | 1     |
| côte d'Échallon                          | Ain         | 2e / 3e      | 1 010 m, 969 m | 1992, 2014 | 2     |
| col de l'Épine                           | Savoie      | 2e           | 987 m          | 1947, 1965, 1968 | 3     |
| col des Étroits                          | Vaud        | 3e           | 1 152 m        | 2009 | 1     |
| col de la Faucille                       | Ain         | 2e / 3e      | 1 323 m        | 1911, 1912, 1913, 1914, 1919, 1924, 1925, 1926, 1927, 1928, 1929, 1930, 1931, 1932, 1933, 1934, 1935, 1936, 1938, 1939, 1951, 1954, 1957, 1958, 1963, 1964, 1967, 1968, 1969, 1970, 1972, 1973, 1974, 1975, 1976, 1977, 1981, 1990, 1994, 2001, 2004 | 41    |
| col du Grand Colombier                   | Ain         | HC           | 1 498 m        | 2012, 2016, 2017, 2020, 2023 | 5     |
| col de la Joux                           | Jura        | 3e           | 1 026 m        | 2017 | 1     |
| côte de Lamoura                          | Jura        | 2e           | 1 145 m        | 2010 | 1     |
| côte du Larmont-Pontarlier               | Doubs       | 2e           | 1 210 m        | 1985 | 1     |
| col de la Lemme                          | Jura        | -            | m              | 1935 | 1     |
| côte de Maison-Rouge                     | Doubs       | 2e / 3e      | m              | 1979, 2012 | 2     |
| col du Mollendruz                        | Vaud        | 3e           | 1 180 m        | 2022 | 1     |
| Signal du Mont du Chat                   | Savoie      | HC / 2e      | 1 496 m        | 1974, 2017 | 2     |
| côte de Neyrolles                        | Ain         | 2e           | 825 m          | 2017 | 1     |
| col de Pétra Félix                       | Vaud        | 4e           | 1 146 m        | 2022 | 1     |
| col de Pisseloup                         | Ain         | 3e           | 968 m          | 2016 | 1     |
| col de Portes                            | Ain         | 2e           | 1 020 m        | 2003 | 1     |
| col de Richemond                         | Ain         | 3e           | 1 036 m        | 2012 | 1     |
| col de la Rochette                       | Ain         | 3e           | 1 110 m        | 2016 | 1     |
| côte des Rousses                         | Jura        | 2e / 3e      | 1 100 m        | 1957, 1967, 1969, 1970, 1973, 1974, 1976, 1977, 1981, 1990, 2001, 2010, 2017 | 13    |
| côte de Saignelégier                     | Jura        | 2e           | 979 m          | 2012 | 1     |
| col du Sappel                            | Ain         | 2e           | 788 m          | 2016 | 1     |
| côte de Saulcy                           | Jura        | 2e           | 928 m          | 2012 | 1     |
| col de la Savine                         | Jura        | 3e           | 984 m          | 1935, 1951, 1954, 1969, 1972, 1973, 1974, 1976 | 8     |
| montée de la Selle de Fromentel          | Ain         | 1e           | 1 174 m        | 2020 | 1     |
| côte de Vattay                           | Ain         | 2e           | 1 305 m        | 1998 | 1     |
| côte de Viry                             | Jura        | 2e           | 748 m          | 2017 | 1     |
| côte du barrage de Vouglans              | Jura        | 2e           | 710 m          | 2010 | 1     |
| col de la Vue des Alpes                  | Neuchâtel   | 2e / 3e      | 1 283 m        | 1948, 1949 | 2     |
| côte de Wegenstetten                     | Argovie     | 2e / 3e / 4e | 540 m          | 1982 (x5, circuit) | 5     |